# Skovviol
Skovviol (Viola reichenbachiana), ofte skrevet skov-viol, er en flerårig, 5-20 cm høj plante i viol-familien. Arten er udbredt i Europa, Nordafrika og Vestasien. Skovviol ligner kratviol, men vedhænget på de øvre bægerblade er under 1,5 millimeter langt. Desuden er sporen slank, afrundet og violet, mørkere end kronbladene. Arten er opkaldt efter den tyske botaniker H.G.L. Reichenbach (1793-1879).
I Danmark er skovviol almindelig på Øerne og i Østjylland på frodig muldbund i skov og krat. Den blomstrer i maj.